# Morafeno (Befandriana-Nord)
Morafeno è una città e comune del Madagascar situata nel distretto di Befandriana-Nord, regione di Sofia. 
La popolazione del comune rilevata nel censimento 2001 era pari a 21 250 unità.
Nel comune è disponibile soltanto la scuola primaria. L'estrazione mineraria nel luogo è a carattere di scala industriale. Il 98% della popolazione è composta da agricoltori, mentre il restante 2% è composta da allevatori. La coltura principale è il riso, altre importanti colture sono: arachidi, mais e yuca.